# Фонтана, Просперо
Просперо Фонтана (итал. Prospero Fontana) (1512, Болонья — 1597, Рим) — живописец позднего итальянского Возрождения болонской школы, маньерист. Отец художницы Лавинии Фонтаны.

## Биография
Просперо Фонтана родился в Болонье в 1512 году. Учился у Инноченцо да Имола, работал во многих итальянских городах. Будучи подростком, немногим более шестнадцати лет, Фонтана был среди помощников Перино дель Ваги, бывшего ученика Рафаэля, в украшении Палаццо Дориа (Palazzo di Andrea Doria a Fassolo) в Генуе, городе, где он работал, хотя и с перерывами, почти десятилетие. Однако индивидуальный вклад Фонтаны в росписи Палаццо Дориа трудно различим.
В Генуе Фонтана испытал влияния художественной среды, созданной последователями Рафаэля: Джулио Романо, Перино дель Вага, Порденоне. В качестве художника-портретиста в Риме он был представлен папе Юлию III самим Микеланджело и некоторое время получал жалованье от папского престола. Около 1550 года он начал работать для папы Юлия III, где, среди прочего, руководил украшением Бельведера в Ватикане; работал в замке Сант-Анджело; вместе с Таддео Цуккаро и Пьетро Венале украшал фресками виллу Джулия, расписал лоджию Палаццо Фиренце в Кампо-Марцио (тогда принадлежавшего брату папы Бальдуино дель Монте).
Около 1560 года он отправился во Францию, работал в Фонтенбло. Однако этот опыт, оказавшийся очень важным для Фонтаны, был недолгим: из-за болезни ему пришлось вернуться в Италию. Также около 1560 года кардинал Тиберио Криспо поручил Фонтане украсить фресками свой дворец в городе Больсена, ныне Палаццо Дель Драго.
Вскоре после этого Фонтана сопровождал Джорджо Вазари (с которым он уже сотрудничал в Римини) во Флоренцию, где участвовал в росписи Палаццо Веккьо (1563—1565). Во Флоренции он был принят в основанную Вазари Флорентийскую академию рисунка.
Вернувшись в Болонью в 1570 году, Просперо Фонтана снова уехал в следующем году в Читта-ди-Кастелло, где получил задание украсить Палаццо Вителли. Работа занимала его с помощниками с 1572 по 1574 год. Из Читта-ди-Кастелло Фонтана окончательно вернулся в Болонью. В 1550 году он расписал фресками Палаццо делла Виола (сцены из жизни императора Константина), в 1551 году Палаццо Бокки (фрески «Добродетелей и богов»), между 1550 и 1556 годами — Палаццо Поджи (Сцены из жизни Моисея и другие композиции); в 1560 году он написал «Диспута Санта-Катерины» (Disputa di Santa Caterina) для святилища Мадонны дель Бараккано («которая считается очень красивой работой», — писал Вазари); между 1566 и 1568 годами он украсил фреской Капеллу Пеполи в базилике Сан-Доменико, а в 1570 году участвовал в украшении новой апсиды собора Святого Петра.
К концу своей карьеры Фонтана открыл школу искусств в Болонье, сыгравшую заметную роль в становлении эмилианской живописи во второй половине XVI века. Однако к концу жизни его буквально затмили братья Карраччи, которые занимались в его школе. Фонтана был превосходным портретистом (этот навык он передал своей дочери Лавинии). Среди его самых известных учеников были Лодовико Карраччи, Агостино Карраччи, Лоренцо Саббатини и Денис Калверт.

## Галерея

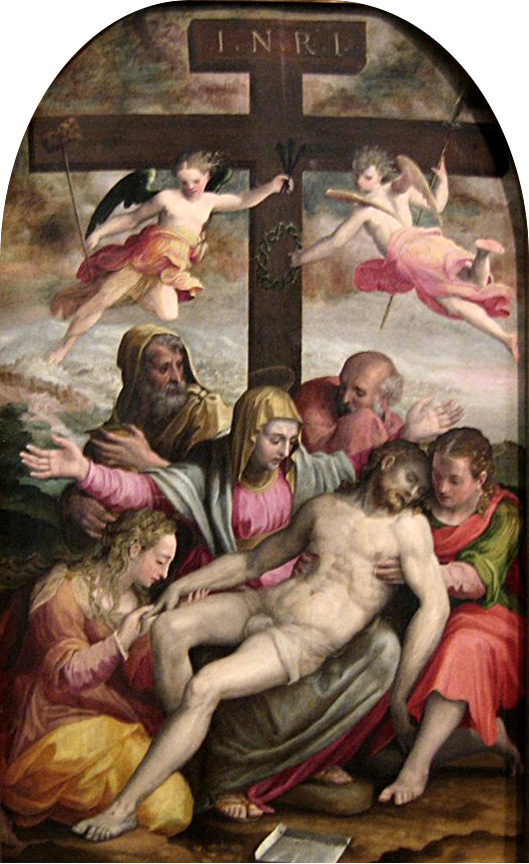
Снятие с креста. 1563. Дерево, масло. Художественная галерея Нового Южного Уэльса, Австралия
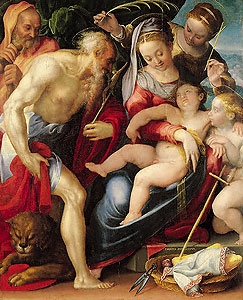
Святое семейство. 1553–1555
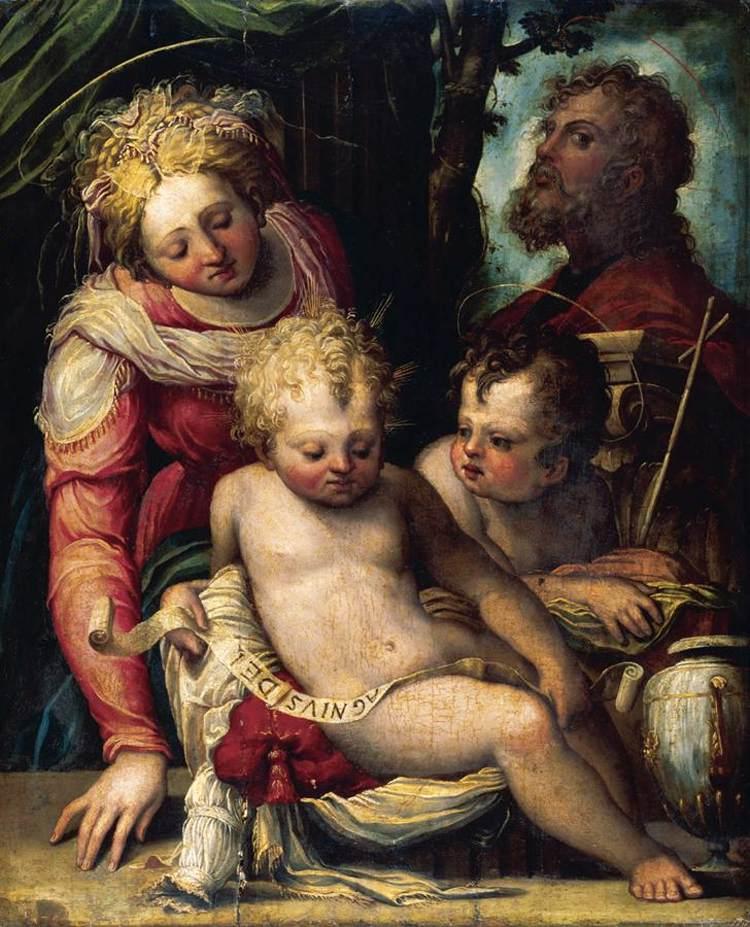
Святое семейство с младенцем Иоанном Крестителем. 1548-1551. Дерево, масло. Частное собрание
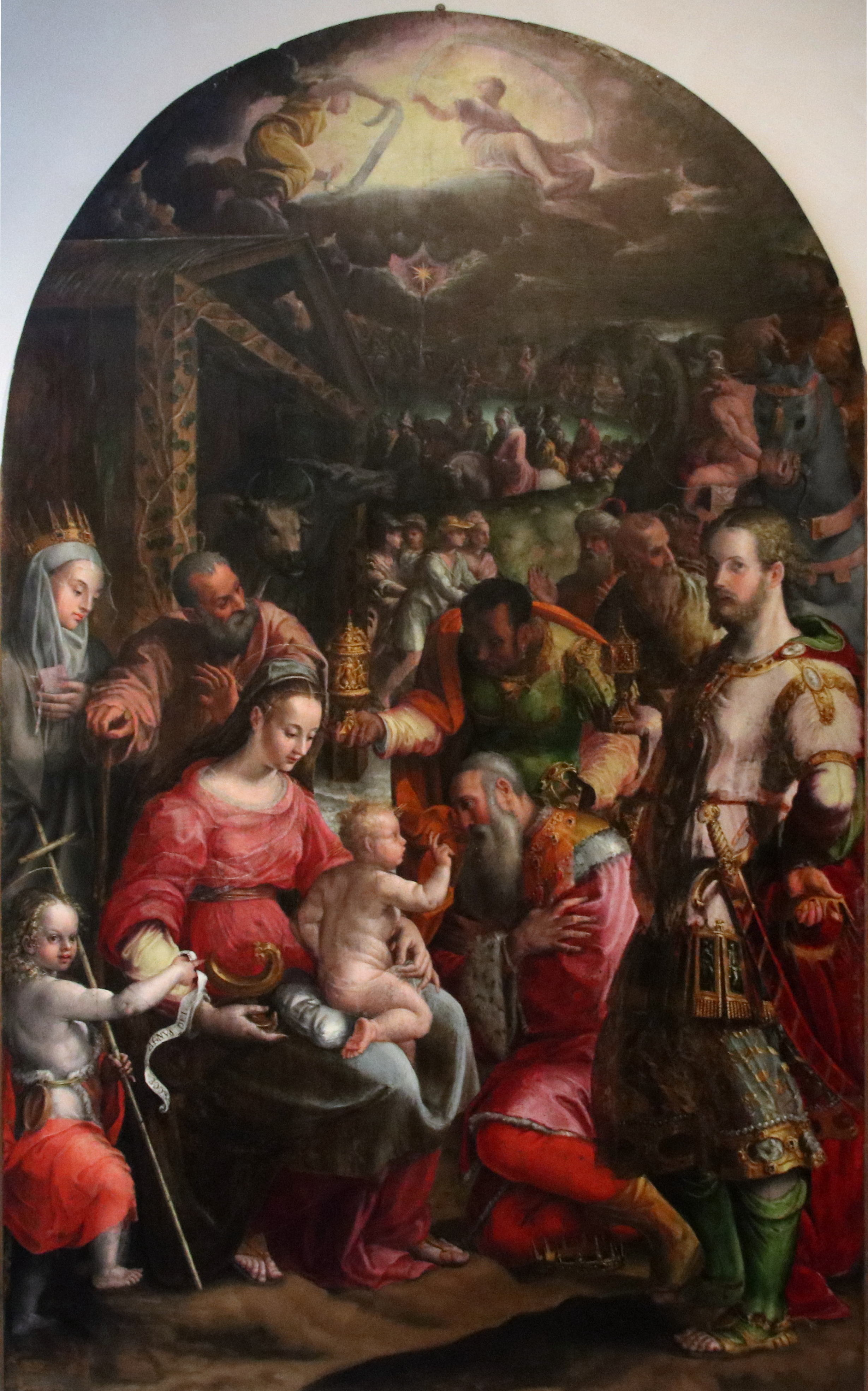
Поклонение волхвов. 1569. Национальная пинакотека, Болонья
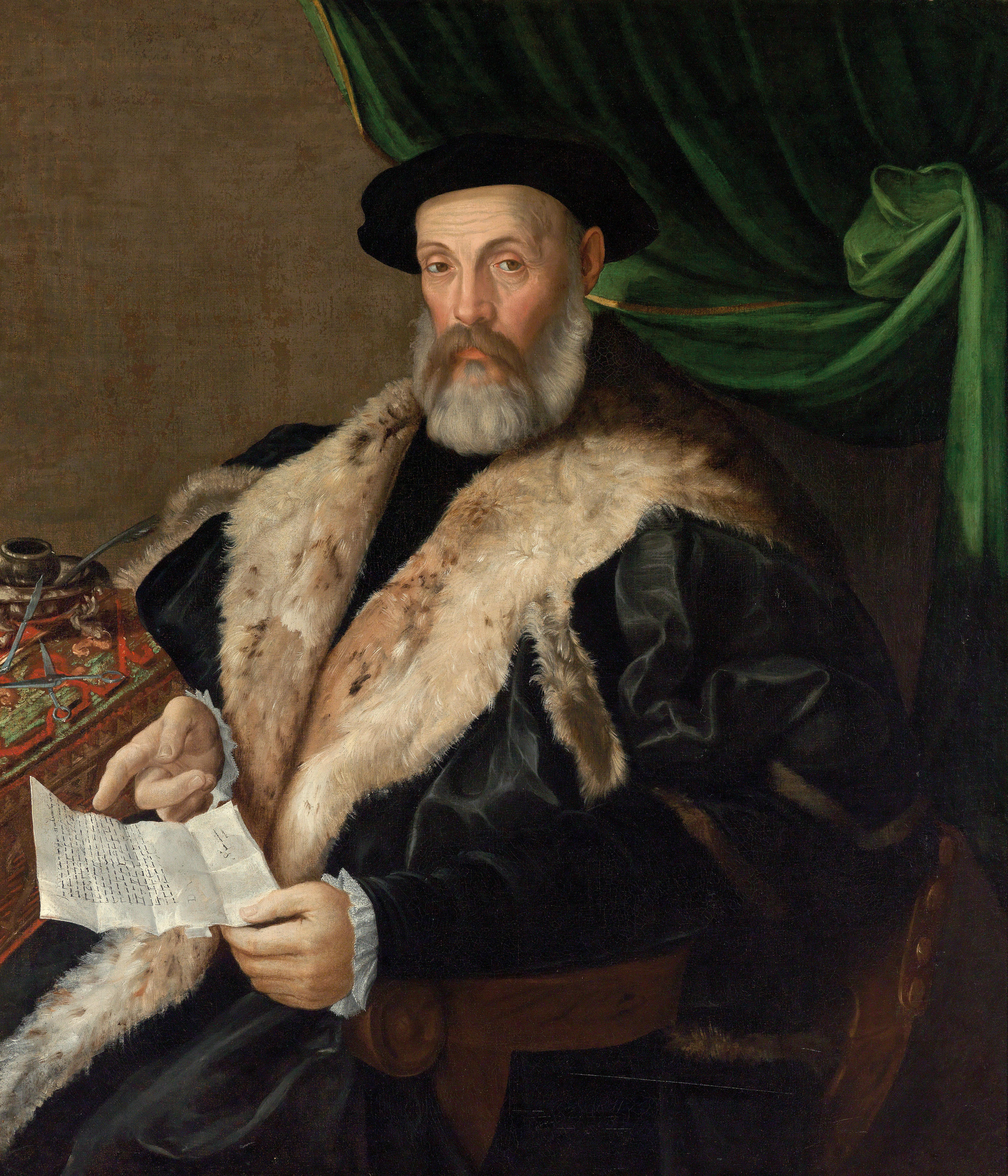
Портрет пожилого человека. Ок. 1579. Холст, масло
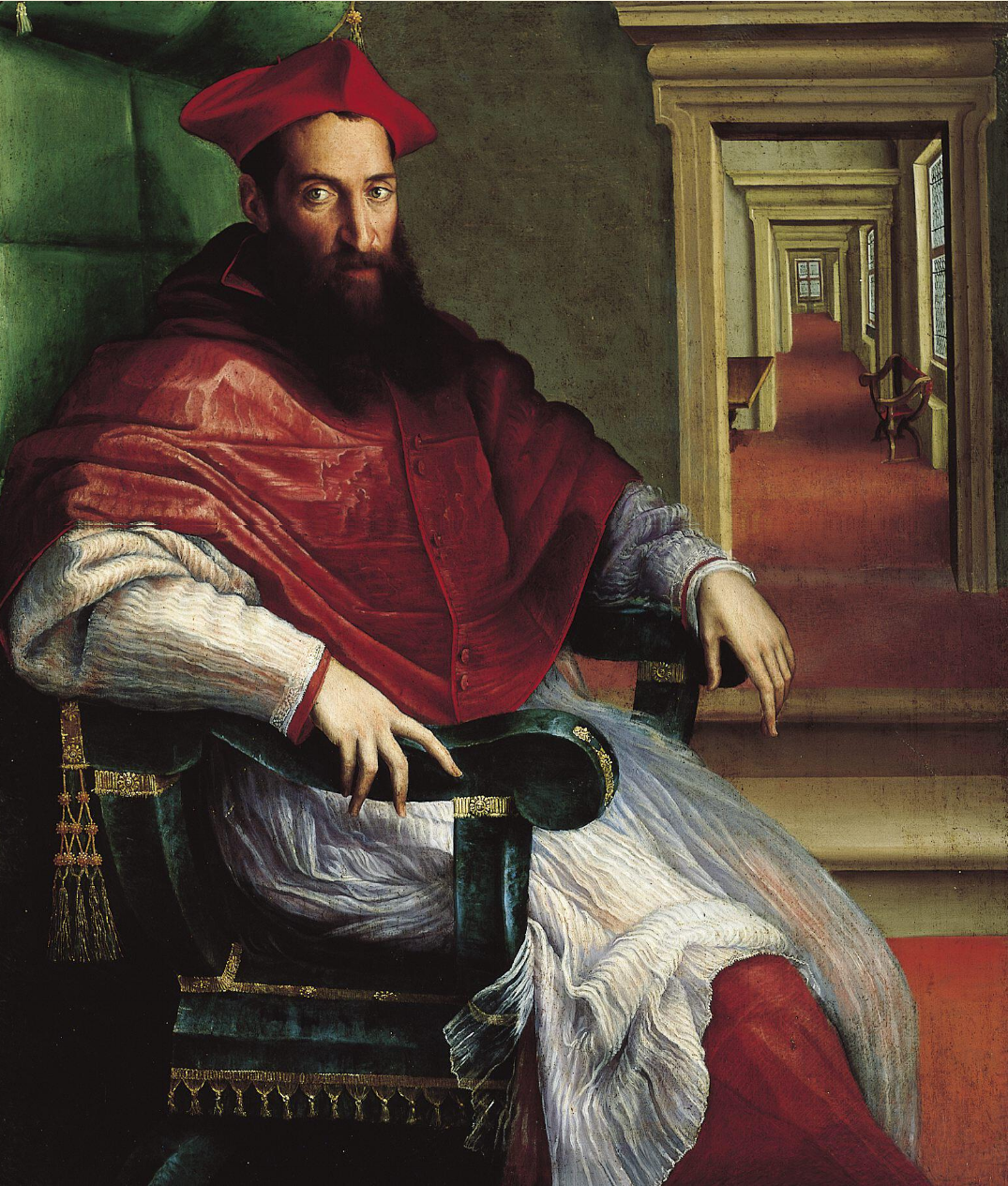
Портрет кардинала. Ок. 1540. Холст, масло. Музей Нортона Саймона, Пасадина, Лос-Анджелес
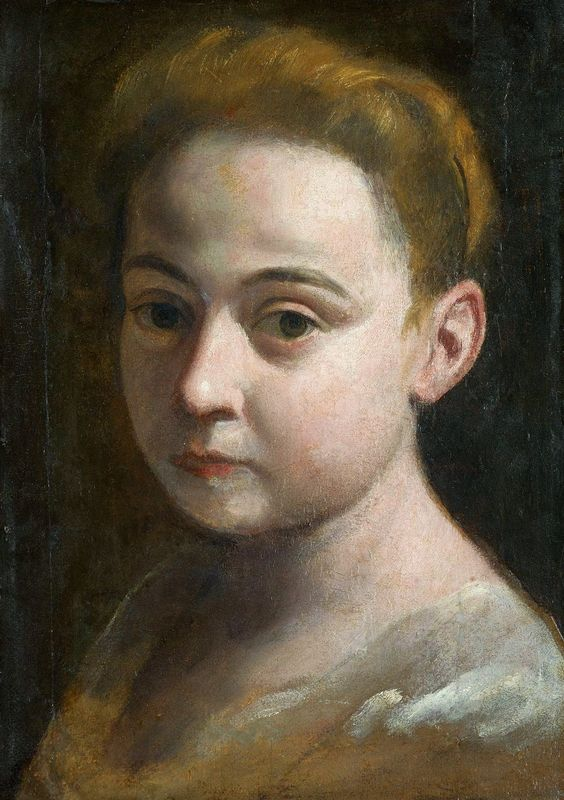
Портрет рыжеволосой девушки. 1590-е гг. Бумага на дереве, масло. Королевский замок, Варшава